# Conséquences du génocide des Tutsi au Rwanda
 (septembre 2009).
Si vous disposez d'ouvrages ou d'articles de référence ou si vous connaissez des sites web de qualité traitant du thème abordé ici, merci de compléter l'article en donnant les références utiles à sa vérifiabilité et en les liant à la section « Notes et références ».
 (décembre 2022).
La mise en forme du texte ne suit pas les recommandations de Wikipédia : il faut le « wikifier ».
Les points d'amélioration suivants sont les cas les plus fréquents. Le détail des points à revoir est peut-être précisé sur la page de discussion.
- Les titres sont pré-formatés par le logiciel. Ils ne sont ni en capitales, ni en gras.
- Le texte ne doit pas être écrit en capitales (les noms de famille non plus), ni en gras, ni en italique, ni en « petit »…
- Le gras n'est utilisé que pour surligner le titre de l'article dans l'introduction, une seule fois.
- L'italique est rarement utilisé : mots en langue étrangère, titres d'œuvres, noms de bateaux, etc.
- Les citations ne sont pas en italique mais en corps de texte normal. Elles sont entourées par des guillemets français : « et ».
- Les listes à puces sont à éviter, des paragraphes rédigés étant largement préférés. Les tableaux sont à réserver à la présentation de données structurées (résultats, etc.).
- Les appels de note de bas de page (petits chiffres en exposant, introduits par l'outil «  Source ») sont à placer entre la fin de phrase et le point final[comme ça].
- Les liens internes (vers d'autres articles de Wikipédia) sont à choisir avec parcimonie. Créez des liens vers des articles approfondissant le sujet. Les termes génériques sans rapport avec le sujet sont à éviter, ainsi que les répétitions de liens vers un même terme.
- Les liens externes sont à placer uniquement dans une section « Liens externes », à la fin de l'article. Ces liens sont à choisir avec parcimonie suivant les règles définies. Si un lien sert de source à l'article, son insertion dans le texte est à faire par les notes de bas de page.
- La présentation des références doit suivre les conventions bibliographiques. Il est recommandé d'utiliser les modèles {{Ouvrage}}, {{Chapitre}}, {{Article}}, {{Lien web}} et/ou {{Bibliographie}}. Le mode d'édition visuel peut mettre en forme automatiquement les références.
- Insérer une infobox (cadre d'informations à droite) n'est pas obligatoire pour parachever la mise en page.

Pour une aide détaillée, merci de consulter Aide:Wikification.
Si vous pensez que ces points ont été résolus, vous pouvez retirer ce bandeau et améliorer la mise en forme d'un autre article.
Les conséquences du génocide des Tutsi au Rwanda qui s'est déroulé entre avril et juillet 1994  sont multiples et dramatiques. À la suite du génocide des Tutsis au Rwanda,  15 % de la population rwandaise, désignée comme Tutsie, a été massacrée et 15 à 30 % de la population s'est déplacée dans le contexte plus général de la guerre civile qui a fait aussi des milliers de morts de part et d'autre. Ce génocide est un événement majeur de la fin du XXe siècle, traité par les médias du monde entier et se déroule dans le contexte de la guerre civile rwandaise débutée en 1990. Cette guerre civile justifie des considérations que l'on retrouve dans beaucoup d'autres conflits, notamment africains, mais qui sont relativisées au Rwanda par l'importance du génocide. Il s'agit ici de ne traiter que des conséquences du génocide.

## Les séquelles traumatiques du génocide

### L'ethnisme post-génocidaire
La constitution rwandaise, établie par le référendum du 26 mai 2003, a interdit les anciennes références ethniques dans la société rwandaise. Mais dans la société civile, un fossé s'est creusé, dans une fracture silencieuse, entre les rescapés du génocide (généralement d'ancienne dénomination Tutsi), les réfugiés Tutsis qui sont revenus au pays après des années voire des décennies d'exil (passées notamment en Ouganda, en ex-Zaïre et au Burundi), et les génocidaires d'ancienne dénomination Hutu. Les anciens Hutu refusent d'être tous assimilés à des tueurs à cause d'une fraction d'entre eux et accusent le gouvernement de museler les oppositions au nom d'un ethnisme larvé qui cacherait une nouvelle domination Tutsi minoritaire. 
Des rescapés du génocide sont en exil et ceux qui sont restés sur place sont très minoritaires au sein de la population. Les anciens exilés Tutsi revenus au Rwanda après le génocide ont rempli le vide laissé par les victimes, et ont pris le pouvoir. Les relations politiques entre ces nouveaux venus qui apportent de nouvelles cultures et les autres Rwandais, même avec ceux qui sont d'ancienne dénomination Tutsi et donc rescapées, sont parfois tendues. Si les uns étaient dans des pays francophones, et d'autres dans des pays anglophones, cet aspect n'est pas si important car tous les Rwandais parlent une seule langue, le kinyarwanda. La vraie différence entre les uns et les autres vient de leur situation pendant le génocide et de la façon dont ils l'ont vécu. Il peut y avoir de grands périls à plus ou moins long terme dans cette nouvelle structuration des sensibilités collectives rwandaises.
Le nombre des génocidaires actifs a tourné autour du million de Rwandais et sont plus nombreux que les rescapés dont le nombre est de quelques dizaines de milliers. La majorité de ces criminels sont en liberté, au Rwanda, dans les pays limitrophes ou en Occident, et élabore des défenses politiques facilement taxées de divisionnisme génocidaire par les autorités actuelles. Parfois des crimes contre des témoins sont encore commis avec les mêmes caractéristiques que ceux du génocide. 
Par l'auto-éducation populaire des Gacaca, le gouvernement espère favoriser la régénération de comportements nuancés et salvateurs, pour autant que le Rwanda ne retombe pas dans l'ancienne idéologie politique - un risque qu'il considère comme  loin d'être écarté, des années après le génocide.

### Une population déstructurée
Les hommes, qui transmettaient l'ethnie, étaient la cible prioritaire des tueurs. Il y a donc un nombre important d'orphelins et de veuves : les femmes sont majoritaires parmi les rescapés et souvent seules survivantes de leur clan. Leur situation financière est aujourd'hui très précaire dans un pays où la sécurité sociale est exclusivement prise en charge par la famille. La situation des femmes dont les maris sont emprisonnés en raison de leur participation au génocide, ou toujours en exil, n'est pas meilleure.
Peu d'orphelins ont pu être pris en charge par l'État, pour les mêmes raisons que ci-dessus. À la fin du génocide, il n'était pas rare que des orphelins de plusieurs familles se regroupent et que l'aîné du groupe assume le rôle des parents manquants.
La majorité de la population est d'ancienne dénomination Hutu. Certains se sont élevés contre le génocide, d'autres, par peur de représailles, n'ont pas lutté activement contre l'idéologie génocidaire, d'autre encore l'ont approuvée. La "cohabitation" entre anciens Tutsi et Hutu est donc parfois marquée par des heurts plus ou moins violents. Quelques assassinats de témoins du génocide sont encore régulièrement signalés, notamment dans le sud-ouest du Rwanda.
L'une des armes de prédilection contre les femmes tutsi - comme, malheureusement, dans nombre de conflits - a été le viol. Des milliers de femmes et de petites filles ont été violées avant d'être soit tuées, soit laissées en vie et, dans ce cas, passibles de transmettre le virus VIH à leurs éventuels futur mari et enfant(s).
Les associations de rescapés (Ibuka, Avega...) ont déploré que les femmes contaminées qui témoignent au Tribunal pénal international pour le Rwanda ne reçoivent aucun soin.
Il y a eu plus de 1 million de morts.

### Santé mentale
Selon Handicap international, 25 ans après le génocide,  « environ 29 % de la population, soit près d’une personne sur trois, souffrent toujours de troubles de stress post-traumatiques liés au génocide. Et plus d’une personne sur cinq est atteinte d’épisodes dépressifs »

## Les déplacements de population au Rwanda et dans les pays voisins
Les gouvernements africains luttent sans relâche afin de contrer les infiltrations au Rwanda.

### Le retour au Rwanda des réfugiés
En 1996, une vague significative de réfugiés, ayant fui principalement vers le Zaïre et d'autres pays voisins en juillet 1994, est retournée au Rwanda. Ces retours massifs ont été influencés par plusieurs facteurs. D'une part, la prise de conscience que les craintes propagées à l'encontre du Front Patriotique Rwandais (FPR) étaient largement infondées a joué un rôle. D'autre part, la destruction des camps de réfugiés par l'Alliance des Forces Démocratiques pour la Libération du Congo (AFDL), permettant de briser le pouvoir des Interahamwe dans les camps, mais entraînant la traque et le massacre aveugle de milliers de Hutus,, par L'AFDL assisté par l'Armée patriotique rwandaise (APR) et les Forces armées du Burundi (FAB), ont également forcé de nombreux réfugiés hutus à fuir et à retourner au Rwanda. 
Ces actions ont contribué à un apaisement notable des tensions précédemment attisées par la propagande génocidaire, notamment celle diffusée par des médias tels que la tristement célèbre « Radio Machette ».[réf. nécessaire] Cependant, malgré cette accalmie, certains silences politiques persistent, laissant des questions en suspens au sein de la société rwandaise[réf. nécessaire].
Certains[Qui ?] avancent aujourd'hui[Quand ?] le chiffre de 3 millions de réfugiés revenus au Rwanda si l'on compte aussi les anciens exilés[réf. nécessaire]

### Un chantier juridique considérable
Au lendemain du génocide, les structures juridiques du Rwanda sont complètement détruites. Il ne reste que deux ou trois juges et quelques avocats. Les rescapés font pression pour que justice soit faite. Le Tribunal pénal international pour le Rwanda se constitue très lentement, et l'ONU engage des sommes considérables au regard du budget rwandais de la justice.

#### La justice rwandaise

##### 130 000 prisonniers pour 7 millions d'habitants
Les évaluations du nombre de personnes à juger varient selon les sources dans une fourchette de plusieurs dizaines de milliers à plusieurs millions de personnes. Le personnel juridique qualifié manque cruellement. La neutralité des juges ne peut guère être assurée, la plupart de ceux qui étaient en exercice avant le génocide se trouvent être soit des rescapés, soit d'anciens tueurs ou des complices de ces derniers. « Avocats sans frontières » organise des missions d'assistance mais en 1999, seuls 6 000 dossiers ont pu être traités sur les 130 000 en attente. À ce rythme, il aurait fallu près de deux cents ans pour juger tous les prisonniers inculpés. C'est devant cette montagne de dossiers juridiques que germe l'idée de réhabiliter la justice traditionnelle, les gacaca (prononcer gatchatcha).

##### La réhabilitation de la justice traditionnelle: les «Gacaca»
Les gacaca ont été réintroduites par l'État pour résoudre le problème des innombrables jugements de génocidaires à rendre. Au rythme de la justice de l'État, il aurait fallu deux cents ans pour juger tous les suspects emprisonnés, sans compter un plus grand nombre de coupables encore totalement libres. Contrairement aux justices populaires spontanées qu'on a pu connaître dans certains conflits dans le monde, les Gacaca sont organisées par l'État et ont donné lieu à des expériences pilotes avant d'être mise en route en mars 2005. Elles ne jugent que certaines catégories de crimes. Cependant, un effet inattendu s'est développé au fur et à mesure que les gacaca étaient étendues à tout le territoire : si certains accusés étaient pardonnés par leurs victimes ou leurs descendants, de nombreux villageois qui avaient jusqu'alors échappé aux poursuites se retrouvaient accusés par leurs voisins de participation au génocide. Finalement, en été 2007, les prisons rwandaises comptaient à nouveau plus de 100 000 détenus, ce qui dépassait de loin leurs capacités. Le gouvernement a alors pris des mesures énergiques afin de réduire le nombre de détenus, offrant notamment aux accusés de moindre gravité de réaliser des travaux d'intérêt public pour payer leur dette envers la société.

#### Au niveau international

##### La «compétence universelle» des justices nationales
Les justices nationales de tous les pays membres de l'ONU doivent adapter leur droit pour juger des crimes qui relèvent de la compétence du Tribunal pénal international pour le Rwanda. 
Le 30 avril 1999, la justice militaire suisse a condamné Fulgence Niyonteze, bourgmestre de Mushubati, accusé de s'être compromis dans le génocide. Niyonteze a d'abord été condamné à la réclusion à perpétuité, assortie de 15 ans d'expulsion du territoire, pour meurtre, tentative de meurtre, instigation au meurtre et crime de guerre (violation des conventions de Genève et de leur Deuxième protocole additionnel). Les chefs d'accusation de génocide et crime contre l'humanité n'ont pas été retenus car le droit suisse ne connaissait pas de tels délits à l'époque des faits (le crime de génocide a été introduit à l'article 264 du Code pénal suisse le 15 décembre 2000). Niyonteze a fait appel de sa condamnation et a vu sa peine réduite à 14 ans de réclusion. Le tribunal d'appel militaire a en effet rejeté le chef d'accusation de meurtre pour lequel la Suisse n'était pas compétente, les faits s'étant déroulés hors du territoire national et n'ayant impliqué aucun ressortissant suisse. Le tribunal a cependant confirmé la condamnation pour crime de guerre et instigation au crime de guerre, infractions que la Suisse est habilitée à poursuivre en vertu des conventions de Genève et du protocole additionnel II.
La Belgique a jugé quatre Rwandais accusés d'avoir participé au génocide.
Une loi du 1er mars 1994 rend la justice française compétente pour crime contre l'humanité et crime de génocide ou de complicité de génocide commis éventuellement par des Français. Ces crimes sont imprescriptibles. 
Le législateur français a adapté ses dispositifs juridiques par la loi 96-432 du 22 mai 1996 qui la rend compétente pour les mêmes crimes que ceux qui relèvent du statut du Tribunal pénal international pour le Rwanda, celui-ci gardant un droit de préemption s'il estime que la justice française a failli à sa tâche.
La justice française instruit un procès contre un prêtre rwandais suspecté de participation au génocide. Elle a été condamnée en 2004 par la Cour européenne des droits de l'homme pour la lenteur de ce procès. En février 2005, des plaintes ont été déposées par des Rwandais devant le tribunal militaire aux armées à Paris pour complicité de génocide.

### La lutte contre la division ethnique
Le Front patriotique rwandais a développé son idéologie anti-ethniste et citoyenne. La carte d'identité ethnique a été rapidement abolie. Pour les intellectuels de l'ancien régime, persuadés que l'ancienne majorité ethnique est légitime, cette idéologie est perçue comme un camouflage d'un pouvoir minoritaire. La constitution rwandaise votée par référendum en 2003 a aboli les références ethnistes. Si on analyse les anciennes références des personnes au pouvoir ou dans les différentes instances politiques et administratives, on s'aperçoit que l'ancienne répartition n'a guère changé. Ce qui a changé, c'est que la république rwandaise n'est plus « mono-ethnique ». Elle devient cahin-caha citoyenne, les sensibilités et les pesanteurs idéologiques n'évoluant pas aussi vite que les lois.

### Le «devoir de mémoire»
Une nouvelle culture se développe au Rwanda, qui rappelle la façon dont les Juifs ont découvert aussi le « Devoir de mémoire ». On essaie de faire prendre conscience de l'horreur de ce qui a été fait au cœur de la population. Tout le monde sait, tout le monde a vu, beaucoup ont participé.
Il semble que la majorité silencieuse subisse quelque peu les manifestations de mémoire du génocide qui sont très présentes et fréquentes dans la société rwandaise. Les mots Tutsi, Hutu et Twa sont devenus tabous. On évite de les employer, même dans les cérémonies du souvenir. 
Au mois de décembre 2004, 640 victimes exhumées d'une fosse commune à Nyundo près de Gisenyi ont été enterrées. Pendant trois ou quatre heures de cérémonie religieuse catholique et de discours politiques, le mot Tutsi n'a été prononcé qu'une seule fois. La grande église était pleine, essentiellement de cette majorité silencieuse dont les leaders participent même à l'animation des célébrations. C'est en quelque sorte, au-delà des sentiments religieux, un passage politique obligé, ces deux aspects étant toujours très mêlés au Rwanda. 
Ce type de cérémonie est quasi hebdomadaire à l'échelle du pays depuis dix ans. De nombreux mémoriaux ont ainsi été érigés. Certains sont plus célèbres que d'autres. Les églises de Nyamata et Ntarama, l'école de Murambi, le mémorial de Gisozy à Kigali, celui de Bisesero près de Kibuye sont incontournables.

## La communauté internationale
La communauté internationale a longtemps fermé les yeux sur le génocide rwandais, désormais cité comme référence dans toutes les crises à caractère génocidaire (ex : le Darfour).
Certains pays ou organisations, comme les États-Unis, la Belgique ou l'ONU ont demandé pardon aux Rwandais.
On doit noter la naissance d'une sympathie historique entre des Juifs et des Tutsi, à cause du génocide. Ce mouvement n'est pas partagé par tous les Juifs, dont certains considèrent encore que le seul vrai génocide est la Shoah[réf. nécessaire]  .
Ce rapprochement n'a pas un caractère religieux mais reste purement sociologique et historique.